# Občanské fórum Trutnov
Občanské fórum Trutnov byla organizace, která se zformovala v prvních dnech sametové revoluce ve městě Trutnov.

## Události
- 17. listopadu 1989 – Napadení studentů a účastníků pokojné demonstrace v Praze na Národní třídě příslušníky VB.
- 20.–21. listopadu – Na trutnovském náměstí se konaly tiché demonstrace aktivistů občanských hnutí se svíčkami v rukou.
- 22.–23. listopadu – Na náměstí se konala první veřejná vystoupení a projevy na Krakonošově kašně (nejprve bez rozhlasové aparatury, druhý den již s ní).

## Demonstrace
Ve středu 22. listopadu se konala demonstrace za účastí přibližně 200 až 300 lidí. Mezi demonstranty byl přítomen větší počet členů KSČ, StB s drobnými projevy provokací a provokačním focením přítomných. Demonstrující poprvé přinesli pár transparentů s hesly „Svobodu“, „Svobodné volby“ a „Nenásilí“.
První řečnící student Filip Švál, který podal svědectví o událostech na Národní třídě a přednesl výzvu studentského stávkového výboru po něm vystoupili na kašnu K. Vojáček, M. Mědílek a zástupci nezávislých iniciativ. Během projevů byly mezi demonstrující rozdávány stužky trikolor, aby jejím nošením vyjádřili sounáležitost s protestem proti dosavadnímu režimu. Demonstrace trvala 30 – 40 minut. Městský národní výbor vyzýval prostřednictvím rozhlasu radnice k ukončení nepovolené akce.
Na závěr demonstrující studenti středních trutnovských škol v tichosti se svíčkami postávali u kašny. Svíčky na kašně hořely až do rána.

## Práce OFT
V prvních revolučních dnech se členové OFT scházeli v kanceláři ČSL na Krakonošově náměstí (tehdy ještě Gottwaldově nám.), dále u pana Langhamra v Blanické ulici, u Mikysků proti lesnické škole a na evangelické faře u P. Pokorného později v restauraci Sokolovna.
Kanceláře Občanského fóra: první kancelář OF byla asi měsíc v Jihoslovanské ulici poblíž Optiky. Poslední do voleb 1990 byla na Horské ulici v nejvyšším patře nad lékárnou. Část vybavení, techniky a nábytku kanceláře darovala ČSL.
Do prvních oficiálních schůzek budoucího OF Trutnov se více než dva lidi mezi sebou neznali a přesto se dařilo držet krok s Pražským OF a během krátké doby připravit okres na svobodné volby.
Občanské fórum Trutnov ukončilo svoji činnost po prvních svobodných volbách roku 1990.